# Josef Strouhal
Josef Strouhal (16. ledna 1863, Náměšť nad Oslavou – 23. června 1940 Kladno) byl český herec, režisér a divadelní ředitel.

## Život, divadelní začátky
Pocházel z rodiny tkalce, byl nejstarším ze třech dětí. Po přestěhování do Brna se učil na německé škole. Brněnský vlastenec, úředník banky Jan Rublecký mu umožnil další studium na slovanském gymnáziu . Láska k veršům jej přivedla k divadlu. Začínal v roce 1874 jako ochotník u Zöllnerovy společnosti v brněnském Besedním domě. Ve škole mu však bylo ochotničení zakázáno a proto se rozhodl pokračovat ve studiu v Praze. Hrál s divadelním spolkem Jana Postla a v listopadu 1881 odešel se společností Františka Ludvíka do Berouna.
Ještě v tomtéž roce pokračoval s F. Ludvíkem do Kladna, kde soubor působil v sále „U Plecitých“. Zde zůstal až do roku 1883, pak odešel na vojenskou službu. Po návratu působil v souborech ředitele Košnera, Václava Svobody, Václava Chuděry , Jana Kozlanského a Františka Josefa Čížka .
V roce 1885 získal ředitel František Pokorný působiště v Brně a angažoval i Josefa Strouhala. Po roce, když Pokorný odešel, ujal se řízení souboru Pavel Švanda ze Semčic. V souboru působil rovněž Eduard Vojan a po jeho odchodu do ND převzal Strouhal mnoho jeho rolí. V létě 1887 přešel Strouhal k nově založenému souboru Vendelína Budila, po dvou letech se však vrátil ke Švandovi na Smíchov a po jeho smrti zpět k Františku Ludvíkovi.

## Působení v Americe
V listopadu 1893 odjel Strouhal se ženou a čtyřletou dcerou za Ludvíkovým souborem do USA, který tam již v tu dobu 8 měsíců působil. Divadlo cestovalo po USA za Čechy–krajany a nakonec se usídlilo v Thalia–Hall v Chicagu. Po představeních byly organizovány kulturní programy a Josef Strouhal zde recitoval české básníky. V divadle hrál např. i František Kovářík . V květnu roku 1898 se celá společnost rozloučila Strouhalovou beneficií s Chicagem a vrátila se domů do Evropy.

## Návrat domů
Již v červnu 1898 společnost vystoupila pohostinsky v Pištěkově aréně v Praze. Úspěšné vystoupení mělo za následek, že Pištěk nabídl Strouhalovi vedení činohry. Strouhal byl úspěšný, v divadle i režíroval a Pištěk zaměřil divadlo jen na činohru a rozpustil i zpěvoherní soubor. V srpnu a září roku 1900 vystoupil Strouhal pohostinsky v Národním divadle v Praze, angažmá však nezískal a odešel do divadla Uranie. V červenci 1901 byl však zpět v Pištěkově aréně.
Po krátkém působení v souboru Dr. Karla Švandy na Smíchově odešel Strouhal s druhou manželkou ke kočovné společnosti Jana Blažka a pak ke Stanislavu Langerovi, který vedl po Pištěkově smrti jeho arénu. Po odchodu Langera na frontu vedl divadlo Strouhal až do roku 1915, kdy soubor rozpustil a přijal nabídku z nově založeného stálého divadla na Kladně.
V letech 1915 – 1925 byl ředitelem divadla na Kladně . Odstoupil na konci sezóny 1924/1925 .

## Rodina
Jeho mladší sestra, vystupující pod uměleckým jménem Mizzi Ströbel, byla členkou německého baletu v Brně.
Jeho první manželkou byla dcera režiséra Jindřicha Vilhelma, se kterou se seznámil v souboru J. Švandy. V roce 1901 zemřela v Americe, a zatímco Strouhal byl tou dobou již v Praze, jejich dcery se ujali členové souboru Františka Ludvíka a tato se stala později anglickou herečkou . Druhou manželkou byla herečka Marie Seifertová, dcera herce Jakuba Seiferta.

## Zajímavost
Již od doby působení v divadle na Smíchově měl Strouhal přezdívku Schöner Pepi – Krásný Josef .

## Citát
| „             | Strouhal se tužil ve velkých rolích světového i domácího repertoáru. Mimoto pilně režíroval. Získal zástupy ctitelů, kteří se zájmem sledovali nejen na prknech, ale i na ulici jeho vzpřímený zjev, když se blížil s viržínkou v ústech, s holí v ruce a nepostradatelným cylindrem na hlavě k divadlu. Nebyl švihák, liboval si však v přiléhavých kabátcích a úzkých nohavicích, které činily jeho beztak štíhlou postavu ještě útlejší. Vystupoval nevtíravě, s podivuhodnou jistotou. A na jevišti, to byl teprve suverén! Vysoký, s poměrně malou, ale výraznou hlavou, podmaňoval teplým hlasem, sotvaže vstoupil. Lpělo na něm něco z doteku světovosti, jeho konání provázela jistá nadřazenost a hlásila se také z jeho hereckých výkonů. Závistníci mu říkali „herec-milostpán“, jemu, demokratu! | “ |
| — Rudolf Deyl | |   |

## Divadelní role, výběr
- 1881 Josef Kajetán Tyl: Strakonický dudák, titul. role, společnost Františka Ludvíka
- 1886 William Shakespeare: Hamlet, titul. role, společnost P.Švandy ze Semčic, Brno
- 1898 William Shakespeare: Romeo a Julie, mladý Montek, Pištěkova aréna, společnost Františka Ludvíka
- 1898 William Gilette: Sever proti Jihu, titul. role–plk.Prescot, Pištěkova aréna, společnost F. Ludvíka (28 repríz)
- 1900 Jan Ladecký: Dva světy, Antonín Kalaš, (j. h.), Národní divadlo, režie Jakub Seifert
- 1900 W. S. Gilbert: Pokračování, Edvard Bender, (j. h.), Národní divadlo, režie Jaroslav Kvapil